# Бадесса
Бадесса — город в центральной части Эфиопии, в регионе Оромия. Находится в 220 км от Аддис-Абебы.

## Расположение
Местность вокруг Бадессы преимущественно холмистая, но близлежащие окрестности равнинные. Территория вокруг города почти полностью покрыта пустыней и болотами.

## История
В Бадессе находилось почтовое отделение до Второй итало-абиссинской войны, и работало с 1923 года. Телефонная служба прибыла не позднее 1967 года. Услуги мобильной связи были введены в мае 2009 года.

## Климат
| Показатель                    | Янв. | Фев. | Март | Апр. | Май | Июнь | Июль | Авг. | Сен. | Окт. | Нояб. | Дек. |
| ----------------------------- | ---- | ---- | ---- | ---- | --- | ---- | ---- | ---- | ---- | ---- | ----- | ---- |
| Средний суточный максимум, °C | 31   | 35   | 33   | 29   | 27  | 25   | 22   | 21   | 25   | 26   | 27    | 29   |
| Средний суточный минимум, °C  | 14   | 16   | 15   | 13   | 13  | 10   | 10   | 8    | 11   | 14   | 14    | 13   |
| Норма осадков, мм             | 15   | 9    | 43   | 172  | 202 | 91   | 205  | 196  | 237  | 121  | 68    | 3    |
| Источник: NASA                |      |      |      |      |     |      |      |      |      |      |       |      |

## Население
По данным национальной переписи 2007 года, общее население этого города составляло 18 187 человек, из которых 9 592 — мужчины и 8 595 женщины. Большинство жителей (64,49%) заявили, что они мусульмане, в то время как 33,08% населения назвали себя православными христианами, а 2,07% протестантами.
| Численность населения | Численность населения | Численность населения |
| 1994                  | 2007                  | 2023                  |
| --------------------- | --------------------- | --------------------- |
| 10 813                | ↗18 187               | ↗37 700               |